# 2.PAK
2.PAK програмски језик је језик базиран на SNOBOL-у и Симули 67 који је намењен првенствено софтверу за вештачку интелигенцију. Креиран је 1975. године од стране Луција Ф. Мелија. Он је такође уведен и као замена за језик 1.PAK.